# Phare de Muglins
Le phare de Muglins est un phare en mer d'Irlande situé dans la baie de Dublin, au large de l'île de Dalkey Island. Il est exploité par les Commissioners of Irish Lights.

## Histoire
Le phare est installé sur un rocher, au large de Dalkey Island à 16 km au sud-est de Dublin. C'est une tour conique de 9 m de haut, construite dès 1880, peinte en blanc avec une bande horizontale blanche. Le phare n'est accessible qu'en bateau et la lanterne, à 14 m du niveau de la mer, n'est accessible que par une échelle extérieure. Il émet un flash blanc toutes les cinq secondes.
En 1997, le feu a été converti à l'énergie solaire.